# Tanjung Lesung
Tanjung Lesung är en udde i Indonesien.   Den ligger i provinsen Banten, i den västra delen av landet, 130 km väster om huvudstaden Jakarta.
Terrängen inåt land är platt åt sydost, men åt sydväst är den kuperad. Havet är nära Tanjung Lesung norrut.Runt Tanjung Lesung är det tätbefolkat, med 636 invånare per kvadratkilometer.